# Finale del campionato NFL 1939
La finale del campionato NFL 1939 è stata la settimana del campionato della NFL. La gara si tenne il 10 dicembre 1939 al Wisconsin State Fair Park di West Allis, alla periferia di Milwaukee, Wisconsin. La gara vide affrontarsi i New York Giants e i Green Bay Packers che con la vittoria giunsero al loro quinto titolo, due in più di qualsiasi altra franchigia.

## La partita
I Packers vincitori della Western Division (9–2) affrontarono i vincitori della Eastern Division, i Giants (9–1–1). Con la vittoria, Green Bay vendicò la sconfitta contro New York della finale dell'anno precedente, tenendo per la prima volta nella storia dei plyaoff della franchigia gli avversari a zero punti segnati.
I Packers spostarono la partita da Green Bay alla più grande Milwaukee sperando di attirare più pubblico; 32.279 furono i paganti, per un incasso record di 83.510,35 dollari. Le entrate furono così redistribuite:
- Ognuno dei 33 giocatori vincitori dei Packers ricevette 703,97 dollari (23.231 totali)
- Ognuno dei 34 giocatori dei Giants ricevette 455,57 dollari (15.487 totali)[1]

### Marcature
| 1° quarto                                                                              |         |
| GB – Milt Gantenbein: passaggio da 7 yard di Arnie Herber (extra point di Engebretsen) | GB 7–0  |
| 2° quarto                                                                              |         |
| nessuna segnatura                                                                      |         |
| 3° quarto                                                                              |         |
| GB – Engebretsen 29 yard field goal                                                    | GB 10–0 |
| GB – Joe Laws: passaggio da 31 yard di Cecil Isbell (extra point di Engebretsen)       | GB 17–0 |
| 4° quarto                                                                              |         |
| GB – Ernie Smith: field goal da 42 yard                                                | GB 20–0 |
| GB – Ed Jankowski su corsa da 1 yard (extra point di Smith) 27–0 GB                    | GB 27–0 |